# Vlag van Maurik

Vlag van de gemeente Maurik
(1962-1999)

De vlag van Maurik is op 23 november 1962 bij raadsbesluit ingesteld als gemeentelijke vlag van de voormalige Gelderse gemeente Maurik. De vlag kwam in 1999 te vervallen als gemeentelijke vlag toen de gemeente Maurik opgenomen werd in gemeente Buren.

## Beschrijving
De vlag kan als volgt worden beschreven:
Geel met een schuingeplaatste droogscheerdersschaar, de uiteinden naar de broektop wijzend.
Het vlaggenbeeld komt overeen met het beeld van het gemeentewapen.

## Verwante afbeeldingen

Wapen van Maurik

Ammerzoden 
· Angerlo 
· Batenburg 
· Beesd 
· Bemmel 
· Bergh 
· Bergharen 
· Beusichem 
· Borculo 
· Brakel 
· Didam 
· Dinxperlo 
· Dodewaard 
· Dreumel 
· Echteld 
· Eibergen 
· Elst 
· Ewijk 
· Geldermalsen 
· Gendringen 
· Gendt 
· Gorssel 
· Groenlo 
· Groesbeek 
· Hedel 
· Heerewaarden 
· Hemmen 
· Hengelo 
· Herwen en Aerdt 
· Heteren 
· Heukelum 
· Hoevelaken 
· Horssen 
· Huissen 
· Hummelo en Keppel 
· Hurwenen 
· Kerkwijk 
· Kesteren 
· Laren 
· Lichtenvoorde 
· Lienden 
· Lingewaal 
· Maurik 
· Millingen aan de Rijn 
· Neede 
· Neerijnen 
· Overasselt 
· Rijnwaarden 
· Rossum 
· Ruurlo 
· Steenderen 
· Ubbergen 
· Valburg 
· Vorden 
· Wadenoijen 
· Wamel 
· Warnsveld 
· Wehl 
· Wisch 
· Zelhem 
· Zoelen